# Röd (musikalbum)
Röd är den svenska gruppen Kents åttonde studioalbum och gavs ut 2009. Albumet släpptes även i en deluxe-utgåva innehållande 3 st 10" vinylskivor, CD med specialomslag, USB minne med MP3 & AIFF, bok på 118 sidor med förpackning i wellpapplåda.
Albumets första singel blev låten Töntarna, som släpptes fysiskt och digitalt 5 oktober 2009; den nådde direkt första plats på Trackslistan. Andra singeln blev Hjärta som släpptes fysiskt och digitalt 21 december samma år. Tredje singeln blev Idioter 8 mars 2010.

## Låtlista
Alla texter av Joakim Berg. All musik av Joakim Berg/Martin Sköld.
1. 18:29-4 -  	2:26
2. Taxmannen -  	4:32
3. Krossa allt -  	4:48
4. Hjärta - 5:30
5. Sjukhus -  	6:16
6. Vals för Satan (din vän pessimisten) -  	6:47
7. Idioter -  	4:12
8. Svarta linjer -  	4:27
9. Ensamheten -  	5:46
10. Töntarna -  	4:37
11. Det finns inga ord - 	6:59

## Mottagande
Albumet fick övervägande positiv kritik av svenska musikjournalister, med ett medelbetyg på 3,7 enligt Kritiker.se.

## Listplaceringar
| Lista (2009) | Topplacering |
| ------------ | ------------ |
| Danmark      | 6            |
| Finland      | 4            |
| Norge        | 4            |
| Sverige      | 1            |

### Fotnoter
1. ↑  ”Svensk mediedatabas”. http://smdb.kb.se/catalog/id/002571285. Läst 3 juni 2011.
2. ↑  ”Svensk mediedatabas”. http://smdb.kb.se/catalog/id/002571909. Läst 3 juni 2011.
3. ↑  recensioner av Kent: »Röd«. Kritiker.se. Hämtad 2009-11-06.
4. ↑  Danishcharts - Röd på den danska albumlistan
5. ↑  Swedishcharts - Röd på den finländska albumlistan
6. ↑  Norwegiancharts - Röd på den norska albumlistan
7. ↑  Swedishcharts - Röd på den svenska albumlistan